# Turlupin (acteur)
Pour les articles homonymes, voir Turlupin, Henri Legrand (homonymie), Legrand et Belleville.
Henri Legrand, dit Belleville (dans les pièces sérieuses) et Turlupin (dans les farces), né à Belleville (1587), mort à Paris (1637), est un comédien français.

## Biographie
Jouant d'abord sur le Pont-neuf, Henri Legrand entre ensuite dans la troupe de l'Hostel de Bourgongne (Hôtel de Bourgogne). Il forme un trio de paillasses avec Gaultier-Garguille et Gros-Guillaume.
Son personnage de zanni est proche de celui de Brighella, portant chapeau à larges bords, mantelet, pantalon rayé et sabre de bois, son masque a moustache et barbe hirsutes. On appelle péjorativement turlupinades les lazzis des acteurs jouant un peu dans le style de Turlupin : méchantes pointes, jeux de mots et équivoques faciles. Pourtant, Turlupin est considéré, en son temps, non seulement comme excellent farceur mais aussi bon comédien.
En 1981, la Comédie Française lui rend hommage en créant au micro de France Culture, La Folie Turlupin, une pièce de Georges Coulonges.

## Vie privée
Sa fille Charlotte Legrand et sa petite-fille Françoise Pitel sont aussi comédiennes.